# Кила (игра)
Кила — разновидность командного вида спорта, русская игра в мяч, корни которой уходят во времена Новгородской республики. Кила содержит элементы приемов силового единоборства, в отличие от традиционного футбола, в килу играют руками и ногами, не исключая иных частей тела. Целью игры является занесения мяча в зачетную зону противника, которая находится за одной из линий игрового поля и обороняется стороной противника.

## История
Первые упоминания командных игр с мячом в России относятся ко временам существования Новгородской республики.
В 1793 году Кристиан Гейслер запечатлел на своей гравюре «Das Ballspiel» русскую игру с мячом.
В 1867 году в выпуске газеты «Вологодские ведомости» встречается первое подробное описание килы. Собственно, само понятие «кила» впервые применил писатель Николай Герасимович Помяловский в произведении «Очерки бурсы».
Наиболее полный список историко-этнографических сведений о киле дал профессор Борис Владимирович Горбунов в докторской диссертации «Воинская состязательно-игровая традиция в народной культуре русских» в 1999 году.
Современное спортивное развитие килы начал Дмитрий Алексеевич Черняк в 2014 году.
5 ноября 2014 года во Владимире прошел открытый турнир по киле в рамках фестиваля «Русь жива».
15 августа 2015 года в Москве прошел открытый чемпионат по киле «Богатырская сеча», представлено 8 команд из разных городов России.
В последнее время игра в килу стала достаточно распространенной во время проведения народных гуляний в разных регионах России.

## Правила игры
Игра ведется кожаным набивным мячом диаметром 25 см и толщиной 12 см, массой 1,5 кг.
Поле для игры представляет из себя прямоугольник с вариативными размерами в зависимости от количества игроков. Границы поля обозначаются линиями или закрепленной на земле веревкой. Посередине поля чертится линия. Могут использоваться разные покрытия поля, включая футбольное, земляное, песчаное, снежное и др.
Игроки экипируются с помощью кроссовок, традиционных русских штанов, эластичных бинтов на ноги, футболок и защитных маек с номером команды.
Цель игры — взять «город» соперника, иначе говоря, занести мяч в зачетную зону за линией «города». Город считается взят в том случае, если игрок полностью оказывается в стоячем или лежачем положении за его линией (все части тела должны находиться за линией).
Игра проводится в 2 или 4 схватки. Одна схватка — пятикратное взятие «города» одного из соперников. В случае ничьи назначается дополнительная схватка, которая должна выявить победителя.
Жеребьевка решает — какая команда начинает игру первой.
Есть два способа ведения игры — «земля» и «воздух» — когда мяч на земле его можно трогать только ногами, но когда он в воздухе можно использовать руки.
Мяч считается вышедшим за пределы поля в случае, если он пересек оградительную линию по земле или воздуху, либо игрок, несущий мяч в руке, ногой зашел за пределы поля или игрок с мячом в руках коснулся земли любой частью тела за пределами границы игрового поля.
К разрешенным во время игры действиям относятся следующие: встреча и толкание соперника корпусом, удержание и захватывание соперника руками, низкоамплитудные броски соперника, битье ногами или руками по мячу, отнимание или выбивание мяча у соперника; толчки руками в грудь.
К запрещенным во время игры действиям относятся: действия за границами поля, толчки руками в спину и в плечо, подсечки, подножки и зацепы ногами за ноги соперника, намеренное травмирование соперника, захваты за гениталии, захваты бегущего игрока за шею и голову, накидывание мяча с земли себе в руки или с рук на свою ногу, удары по сопернику. За нарушения выносятся предупреждения, повторные нарушения ведут к удалению с поля. Борьба на земле ограничивается 5 секундами, по истечении этого времени игроки должны подняться и продолжить игру, если атакующий игрок не поднялся за 5 секунд — мяч переходит команде соперника.